# Ansatz
Ansatz (Ger., "rudimentar"; azi, "apropiere, concepție, mod de abordare, punct de start"; plural: Ansätze) este un substantiv german cu semnificații multiple.. În matematică, termenul "Ansatz" este folosit pentru a descrie metoda de soluționare pentru ecuații diferențiale.

## Definiție
Mai mult formal, în fizică și matematică, Ansatz-ul este o ipoteză care va fi verificată ulterior prin rezultate. 
Ansatz-ul reprezintă stabilirea ecuației de pornire care descrie o problemă de matematică sau fizică. El poate lua în considerare și condițiile limită. După ce un ansatz a fost stabilit, ecuațiile sunt rezolvate pentru funcțiile de interes general. În mod normal, un exercițiu matematic începe prin a scrie un Ansatz, iar rafinamentele ulterioare duc la rezolvarea problemei.

## Exemple
Fiind dat un set de date experimentale care par a fi grupate în jurul unei linii, un ansatz liniar poate găsi parametrii liniei folosind metoda celor mai mici pătrate. Metodele variaționale aproximative folosesc inițial ansatz-uri și apoi aranjează parametrii.
Un alt exemplu poate fi ecuația echilibrului masic, energetic sau entropic, care, considerate simultan, în scopul folosirii operațiilor elementare din algebra liniară, sunt ansatz-uri în multe probleme de bază din termodinamică.
Un alt exemplu de ansatz este acela în care se  presupune că avem, pentru o ecuație diferențială liniară omogenă, o soluție de formă exponențială, iar pentru o relație de recurență, o soluție sub formă de putere. Mai general, putem presupune existența unei soluții particulare a unui sistem de ecuații și să o testăm ca un ansatz prin substituția directă a soluției în sistemul de ecuații.